# Handels- und Gewerbebank (Heilbronn)

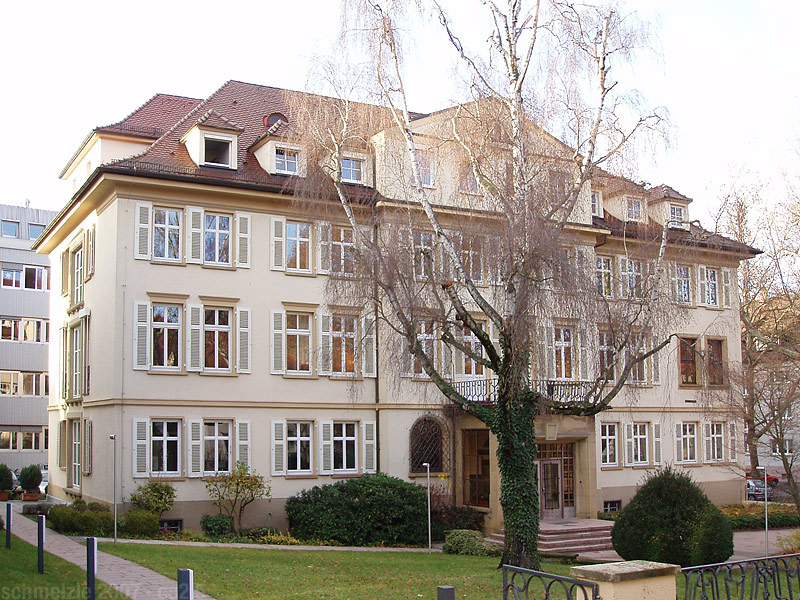
Gebäude der Handels- und Gewerbebank Heilbronn

Das Gebäude der ehemaligen Handels- und Gewerbebank (heute WÜBA) in der Karlstraße 70–72 in Heilbronn wurde im Stil des Neoklassizismus erbaut. Das Gebäude steht als Kulturdenkmal unter Denkmalschutz.

## Baubeschreibung
Das Gebäude wurde 1923 von Hermann Steus für die Handels- und Gewerbebank geschaffen. Der dreigeschossige Bau trägt ein Walmdach mit Gauben. Seine Fassade ist in Putz gehalten und wird sowohl symmetrisch als auch horizontal gegliedert. Weiterhin verwendete der Architekt eine axial gereihte Fensterordnung, wobei die Mitte der Fassade durch einen Mittelrisalit betont wird. Als oberer Abschluss ist ein Dachgesims, Kranzgesims  und ein Zwerchgiebel angebracht worden. Die Eingangsloggia des Gebäudes wird von einem Balkon mit Balustrade bekrönt.
In den 1950er Jahren diente das Gebäude als Hauptverwaltung für die Württembergische und Badische Versicherungs-Aktiengesellschaft. In dieser Zeit wurde das Innere des Hauses von Julius Hoffmann im barockisierenden Stil gemäß der Stuttgarter Schule Paul Schmitthenners neu gestaltet. Das Gebäude gilt deswegen als „ein typisches Merkmal der Frühphase des Nachkriegswiederaufbaus in Württemberg […] begründet durch die Stuttgarter Schule Paul Schmitthenners.“